# José Morais
José Manuel Ferreira de Morais (nacido el 27 de mayo de 1965) es un entrenador de fútbol portugués, conocido como hombre de confianza durante varias etapas de José Mourinho y con el que conquistó entre otras, varias Champions League y Ligas europeas formando parte de los cuerpo técnicos de FC Porto, Inter de Milán, Real Madrid y Chelsea. Actualmente dirige al Al-Wahda de la UAE Pro League.

## Trayectoria
José Morais comenzó su carrera como entrenador en las bases del SL Benfica. Más tarde, entrenaría a numerosos equipos de todo el mundo, dirigiendo a escuadras de Alemania, Suecia, Yemen y en países como Arabia Saudita y Túnez hasta en dos clubes distintos.  El técnico portugués fue hombre de confianza de José Mourinho, con el que ocupó el cargo de segundo entrenador en el Oporto, Real Madrid, Chelsea e Inter de Milán, conquistando varios títulos europeos, entre ellos, la Champions.
Entre su carrera en solitario, destacan sus experiencias en Arabia Saudita, Túnez (dos ocasiones entrenaría al Espérance Sportive de Tunis), Turquía y Grecia.
En octubre de 2016, se convierte en entrenador del AEK Atenas, tras abandonar en el mismo mes, el conjunto turco del Antalyaspor. siendo cesado en enero del 2017

## Clubes

### Como jugador
| Club                   | País     | Año       |
| ---------------------- | -------- | --------- |
| União Leiria           | Portugal | 1984-1986 |
| Dragões de Alferrarede | Portugal | 1986-1988 |
| Atlético Alcântara     | Portugal | 1988-1990 |
| Penafiel               | Portugal | 1990-1991 |

### Como asistente
| Club           | País       | Año       | Asistente de  |
| -------------- | ---------- | --------- | ------------- |
| Porto          | Portugal   | 2003-2004 | José Mourinho |
| Inter de Milán | Italia     | 2009-2010 | José Mourinho |
| Real Madrid    | España     | 2010-2013 | José Mourinho |
| Chelsea        | Inglaterra | 2013-2014 | José Mourinho |

### Como entrenador
| Club                 | País                   | Año           |
| -------------------- | ---------------------- | ------------- |
| Benfica "B"          | Portugal               | 1999-2001     |
| Estoril              | Portugal               | 2001          |
| Westfalia Herne      | Alemania               | 2002          |
| Dresdner SC          | Alemania               | 2002          |
| Santa Clara          | Portugal               | 2004-2005     |
| Assyriska Föreningen | Suecia                 | 2005          |
| Al-Hazm Rass         | Arabia Saudita         | 2007-2008     |
| Stade Tunisien       | Túnez                  | 2008          |
| Selección Absoluta   | Yemen                  | 2008          |
| Espérance Sportive   | Túnez                  | 2008-2009     |
| Al-Shabab            | Arabia Saudita         | 2014-2015     |
| Espérance Sportive   | Túnez                  | 2015-2016     |
| Antalyaspor          | Turquía                | 2016          |
| AEK Atenas           | Grecia                 | 2016-2017     |
| Barnsley             | Inglaterra             | 2018          |
| Karpaty Lviv         | Ucrania                | 2018          |
| Jeonbuk Hyundai      | Corea del Sur          | 2019-2020     |
| Al-Hilal FC          | Arabia Saudita         | 2021          |
| Sepahan FC           | Irán                   | 2022-2024     |
| Bodrum               | Turquía                | 2025          |
| Al-Wahda             | Emiratos Árabes Unidos | 2025-presente |

## Palmarés
- Supercopa de Arabia Saudita (1): 2014.